# Kardos Gergely
Kardos Gergely (Budapest, 1995. szeptember 1. –) magyar válogatott vízilabdázó, kapus.

## Pályafutása
2020 nyarán a francia FNC Douai játékosa lett.

## Családja
Édesapja Kardos István válogatott vízilabdakapus.

## Díjai, elismerései
- Szalay Iván-díj (2013)[3]